# 鄒架
鄒架（1479年—？），字大升，江西撫州府臨川縣人，民籍，明朝政治人物。

## 生平
弘治十七年（1504年）甲子科江西鄉試第二十四名舉人。正德十六年（1521年）中式辛巳科會試第二百三十五名，登第三甲第八十九名進士。授廣東潮州府海陽縣知縣，重建厅堂及簿廨。嘉靖五年（1526年）六月选授南京工科給事中，六年六月掌南京京察拾遺。

## 家族
曾祖鄒仲貞；祖父鄒子謨；父鄒衍，曾任監生。母趙氏。永感下。兄鄒槩（訓導）。弟鄒理（聽選监生）。